# Agalliopsis elegans
Agalliopsis elegans är en insektsart som beskrevs av Paul W. Oman 1938. Agalliopsis elegans ingår i släktet Agalliopsis och familjen dvärgstritar. Inga underarter finns listade i Catalogue of Life.